# Patrick Wiencek
Patrick Wiencek (* 22. März 1989 in Duisburg) ist ein ehemaliger deutscher Handballspieler. Er spielte zuletzt beim deutschen Rekordmeister THW Kiel und lief für die deutsche Nationalmannschaft auf. Er wurde 2018 zum Handballer des Jahres gewählt.

## Karriere

### Verein
Wiencek spielte in seiner Jugend für den MSV Duisburg, die HSG Düsseldorf und den Bergischen HC. Während der Zeit bei der HSG Düsseldorf sammelte der Kreisläufer bereits Spielpraxis bei der HSG-Reserve in der Oberliga Niederrhein. 2008 wechselte er zum Bundesligisten TUSEM Essen, wo er einen Zweijahresvertrag unterschrieben hat. Zusätzlich bekam Wiencek ein Zweitspielrecht für den Oberligisten TV Jahn Hiesfeld. Aufgrund der personellen Situation des TUSEM Essen wurde Patrick Wiencek aber nur noch für den TUSEM eingesetzt.
Zur Saison 2010/11 wechselte der Nationalspieler zum VfL Gummersbach in die 1. Handball-Bundesliga, wo er neben Igor Anic den abgewanderten Róbert Gunnarsson ersetzte. Mit Gummersbach gewann er 2011 den Europapokal der Pokalsieger. Im Sommer 2012 wechselte er zum THW Kiel, mit dem er 2013, 2017, 2019 und 2022 den DHB-Pokal, 2013, 2014, 2015, 2020 und 2021 die deutsche Meisterschaft, 2019 den EHF-Pokal sowie 2020 die EHF Champions League gewann. Am 3. Oktober 2015 erlitt Wiencek im Champions-League-Spiel gegen die SG Flensburg-Handewitt einen Kreuzbandriss. Am 18. September 2022 erzielte er beim 34:18-Sieg bei GWD Minden seinen 1000. Treffer in der Bundesliga.
Im März 2025 kündigte Wiencek an, seine Karriere nach der Saison 2024/25 zu beenden.
Am 8. Juni 2025 bestritt er sein letztes Pflichtspiel für den THW Kiel und erzielte dort seinen 1000. Treffer in der Bundesliga für den Verein. 

### Nationalmannschaft
Aufgrund seiner guten Leistungen in der Saison 2008/09 für den TUSEM Essen wurde Wiencek erstmals in den Kader der Junioren-Nationalmannschaft berufen. Mit der Junioren-Auswahl gewann er 2009 die Weltmeisterschaft. Am 1. Dezember 2009 gab er sein Länderspieldebüt gegen Belarus. Seitdem gehört er dem Kader der Männer-Nationalmannschaft an.
Die Handball-Europameisterschaft 2012 war Wienceks erstes großes Turnier mit der Nationalmannschaft. Auch bei der Weltmeisterschaft 2013 war er im Kader der Nationalmannschaft und erzielte in sieben Spielen 19 Tore.
Nachdem er bei der Europameisterschaft 2016 verletzungsbedingt gefehlt hatte, gewann er bei den Olympischen Spielen 2016 in Rio de Janeiro mit der deutschen Mannschaft die Bronzemedaille. Dafür erhielt er am 1. November 2016 das Silberne Lorbeerblatt. Am 18. Januar 2017 absolvierte er im WM-Spiel gegen Belarus sein 100. Länderspiel für die Nationalmannschaft. Zur Europameisterschaft 2018 wurde er von Bundestrainer Christian Prokop in den 20er-Kader berufen, der die Vorbereitung bestreitet. Am 7. Januar wurde er in den endgültigen 16er-Kader berufen und nahm damit an der EM 2018 teil. Ebenso gehörte er bei der Weltmeisterschaft 2019 und Europameisterschaft 2020 zum Kader. Bei der Europameisterschaft 2022 bestritt er die ersten sechs Spiele, bevor ein positiver COVID-19-Test sein Turnier vor dem letzten Spiel gegen Russland beendete. Im März 2022 beendete Wiencek seine Länderspiellaufbahn.

## Privates
Nach der Schulzeit machte er eine Ausbildung zum Anlagemechaniker. Er hat zwei Kinder (* 2014 und 2018).
Auf Grund seiner rigorosen Abwehrarbeit erhielt er in Anlehnung an das Baby mit der Keule aus der Zeichentrickserie Familie Feuerstein von seinen Spielerkollegen den Spitznamen „Bam–Bam“.
Im Rahmen einer Patenschaft werden durch ein Elmshorner Unternehmen, das auch Sponsor des THW Kiel ist, seit 2012 einmal jährlich für jedes von ihm erzielte Tor 100 Euro an die Kinder-Krebs-Station im Universitätsklinikum Schleswig-Holstein gespendet. Stand Februar 2023 waren 100.000 Euro erreicht.
Sein jüngerer Bruder David Wiencek spielt in der 3. Liga bei der Ahlener SG.

## Karrierebilanz
| Saison    | Verein          | Spielklasse   | Spiele | Tore | 7-Meter | Feldtore |
| --------- | --------------- | ------------- | ------ | ---- | ------- | -------- |
| 2008/09   | TUSEM Essen     | Bundesliga    | 033    | 082  | 0       | 082      |
| 2009/10   | TUSEM Essen     | 2. Bundesliga | 034    | 129  | 0       | 129      |
| 2010/11   | VfL Gummersbach | Bundesliga    | 026    | 067  | 0       | 067      |
| 2011/12   | VfL Gummersbach | Bundesliga    | 033    | 079  | 0       | 079      |
| 2012/13   | THW Kiel        | Bundesliga    | 027    | 034  | 0       | 034      |
| 2013/14   | THW Kiel        | Bundesliga    | 033    | 079  | 0       | 079      |
| 2014/15   | THW Kiel        | Bundesliga    | 036    | 066  | 0       | 066      |
| 2015/16   | THW Kiel        | Bundesliga    | 015    | 043  | 0       | 043      |
| 2016/17   | THW Kiel        | Bundesliga    | 032    | 095  | 0       | 095      |
| 2017/18   | THW Kiel        | Bundesliga    | 034    | 117  | 0       | 117      |
| 2018/19   | THW Kiel        | Bundesliga    | 034    | 080  | 0       | 080      |
| 2019/20   | THW Kiel        | Bundesliga    | 026    | 054  | 0       | 054      |
| 2020/21   | THW Kiel        | Bundesliga    | 032    | 083  | 0       | 083      |
| 2021/22   | THW Kiel        | Bundesliga    | 034    | 103  | 0       | 103      |
| 2022/23   | THW Kiel        | Bundesliga    | 034    | 094  | 0       | 094      |
| 2023/24   | THW Kiel        | Bundesliga    | 034    | 084  | 0       | 084      |
| 2024/25   | THW Kiel        | Bundesliga    | 034    | 068  | 0       | 068      |
| 2009–2010 | alle            | 2. Bundesliga | 034    | 129  | 0       | 129      |
| 2008–2025 | alle            | Bundesliga    | 497    | 1228 | 0       | 1228     |
| 2008–2023 | alle            | alle          | 531    | 1357 | 0       | 1357     |

Quelle: Spielerprofil beim THW Kiel

## Erfolge

### Verein
- Champions-League-Sieger 2020
- Deutscher Meister 2013, 2014, 2015, 2020, 2021 und 2023
- DHB-Pokal: 2013, 2017, 2019, 2022 und 2025
- DHB-Supercup: 2012, 2014, 2020, 2021, 2022 und 2023
- EHF-Pokal: 2019
- Pokal der Pokalsieger: 2011

### Nationalmannschaft
- Juniorenweltmeister 2009
- 7. Platz bei der Europameisterschaft 2012
- 5. Platz bei der Weltmeisterschaft 2013
- 7. Platz bei der Weltmeisterschaft 2015
- Bronzemedaille bei den Olympischen Spielen 2016
- 9. Platz bei der Weltmeisterschaft 2017
- 9. Platz bei der Europameisterschaft 2018
- 4. Platz bei der Weltmeisterschaft 2019

### Auszeichnungen
- Wahl zum „Rookie des Jahres 2011“
- Silbernes Lorbeerblatt 2016
- Handballer des Jahres 2018 in Deutschland[16]
- 2022: Sportplakette des Landes Schleswig-Holstein[17]